# Noli me tangere (Titiaan)
Noli me tangere is een olieverfschilderij van de Venetiaanse renaissanceschilder Titiaan uit circa 1514. Het behoort sinds 1856 tot de collectie van de National Gallery in Londen.

## Beschrijving
Het schilderij illustreert het verhaal in het Johannes 20, waarin Jezus na zijn opstanding aan Maria Magdalena verschijnt, die hem aanvankelijk aanziet voor de tuinman. Als ze hem herkent, zegt Jezus tot haar: "Houd mij niet vast." De titel van het schilderij, Noli me tangere, is de Latijnse vertaling van de oorspronkelijke Griekse tekst en wordt meestal vertaald als "Raak mij niet aan". Hij geeft als reden voor zijn reactie dat hij eerst moet "opvaren naar de Vader" en hij geeft haar de opdracht dit door te geven aan zijn volgelingen.
De gebouwen rechts op de achtergrond beeldde Titiaan ook af op de Slapende Venus van Giorgione, het schilderij dat hij na diens dood in 1510 voltooide. Hij maakte Noli me tangere waarschijnlijk in dezelfde periode als het schilderij Hemelse en aardse liefde, waarin dezelfde groep gebouwen gespiegeld voorkomt en dat rond 1514 is ontstaan.
Het werk is enerzijds een verdere uitwerking van de invloed van Giorgione, met diens nadruk op sfeervolle landschappen en psychologische verdieping van de figuren, en kondigt anderzijds in meerdere opzichten Titiaans latere werk aan. Zijn losse penseelvoering, waar hij later beroemd mee werd, zorgt hier voor de atmosferische ochtendmist en de witte draperieën van Jezus en Maria Magdalena die allemaal subtiel van tint verschillen, deels door de structuur van het schildersdoek in het zicht te laten. De manier waarop de boom en het landschap de sierlijke bewegingen van de figuren volgen, loopt vooruit op Titiaans verloren meesterwerk De moord op Petrus de Martelaar (1530), waarin de boomkruinen het drama dat zich eronder afspeelt, versterken. Hier vormt de boom een symbolische scheidslijn tussen de aardse, eigentijdse wereld van Maria Magdalena, volgens de christelijke traditie de tot inkeer gekomen zondares, en aan Jezus' zijde de schapen en het azuurblauwe vergezicht, die naar het hemelse verwijzen.
Het is onbekend in hoeverre hij de geraffineerde compositie eerst in tekeningen heeft uitgewerkt, maar technisch onderzoek heeft uitgewezen dat hij gaandeweg diverse wijzigingen heeft aangebracht. Zo heeft hij de eerste versie gedeeltelijk afgedekt met loodwit dat hij met een paletmes aanbracht, waarna hij opnieuw begon. Hij verplaatste de gebouwen van linksonder naar rechtsboven. Hij maakte de boomstam dikker en verwijderde een tak. Verder veranderde hij Jezus die oorspronkelijk een tuinmanshoed droeg en meer rechtop stond en zich van Maria Magdalena afwendde, in een gracieuze figuur die op haar afstapt. De losse ondertekening gaf alleen de grote vormen aan, zonder uitgewerkte details.
De figuur van Jezus getuigt van Titiaans groeiende belangstelling voor de expressiviteit en dynamiek van het naakt, zoals Rafaël en Michelangelo dat ieder op hun eigen manier ontwikkelden, deels naar het voorbeeld van antieke beeldhouwwerken. Zijn directe voorbeeld lijkt een prent van Marcantonio Raimondi naar een tekening van Rafaël.

## Herkomst
De opdrachtgever van het schilderij is onbekend, maar gezien het relatief kleine formaat en de pastorale en vrijmoedige sfeer van het werk was het waarschijnlijk een privéopdracht en niet bestemd voor een altaar in een kerk. Het was een ongebruikelijk onderwerp in de Venetiaanse kunst van zijn tijd. Mogelijk werd hij op het idee gebracht door de Florentijn Fra Bartolommeo die in 1508 in Venetië verbleef en heeft hij het schilderij in de eerste plaats voor zichzelf gemaakt, als een experiment om de emotionele relatie tussen de figuren te verkennen.
In 1856 door het werk Samuel Rogers nagelaten aan de National Gallery in Londen.